# Norberto Gonzales
Norberto Gonzáles y Borja (17 de abril de 1947) es un unionista, alto cargo y político socialdemócrata filipino y el fundador y presidente del Partido Socialista Democrático Filipino (en inglés: Philippine Democratic Socialist Party).

## Primeros años
Nació en Balanga, Bataán en 17 de abril de 1947 a Aurora Alonzo Borja y José Dizon Gonzales.

## Carrera

### Cargo público
Sirvió como el consejero de seguridad nacional de 2005 a 2007, y como el secretario de defensa nacional en 2007 y de 2009 a 2010.

### Política
En 1 de mayo de 1973 fundó junto con el padre Romeo Intengan el Partido Socialista Democrático Filipino como alternativa no solo a las políticas del presidente Ferdinand Marcos sino también al marxismo–leninismo–maoísmo. En agosto de 1982 fue exiliado con su familia a Fráncfort del Meno, trasladándose a Madrid en septiembre.
Es candidato para la presidencia filipina en las elecciones de 2022. Según los analistas, la prominencia de los sindicalistas como Gonzales, Leodegario de Guzmán, Élmer Labog, Sonny Matula y Luke Espíritu en las elecciones de los últimos años coincide con la desintegración del sistema político filipino, en particular como se lo ha conocido desde la primera revolución amarilla.